# 等同格
等同格是一种格，本义是表达相同衡量标准下的比较(“像...一样...”)。
等同格的应用语言非常少。苏美尔语中等同格也涵盖存在格(“以...的状态”)和质格(“像...”)的语义功能。
苏美尔语中等同格通过加后缀-gin7到名词短语末实现。相似的功能体现在：
lugal“王”；lugal-gin7“像王”；
nitah-kalaga“强者”；nitah-kalaga-gin7“像强者”
奥塞梯语中以后缀-ау[aw]实现：
фӕт“箭”；фӕтау“像箭一样”
Ницы фенӕгау йӕхи акодта，字面“没看见任何东西的人-像他自己做了”(“[他或她]装作没看见”)。
也在哈拉吉语和南美几种语言如克丘亚语、艾玛拉语、乌鲁语和乔隆语中发现。
威尔士语没有名词等同格，但有副词的等同度，以后缀-ed实现，例如：“hyned”(â...)，意为“（和...）一样老”
西伦尼克语描述名词间的相似度时用等同格或比较格。